# ميخائيل هوغن (ممثل)
ميخائيل هوغن هو كاتب سيناريو وممثل كندي، ولد في 13 مارس 1949 في كندا.

## أعمال

### أفلام
- (1940) ريبيكا
- (1942) الليالي العربية
- (2008) اليوم الذي تبقى فيه الأرض صامدة[3][4][5]
- (2010) مطاردة للقتل
- (2011) ذات الرداء الأحمر[6]

### مسلسلات
- الرجل في القلعة العالية
- باتلستار غالاكتيكا

## وصلات خارجية
- ميخائيل هوغن على موقع IMDb (الإنجليزية)
- ميخائيل هوغن على موقع ألو سيني (الفرنسية)
- ميخائيل هوغن على موقع أول موفي (الإنجليزية)
- ميخائيل هوغن على موقع قاعدة بيانات الأفلام السويدية (السويدية)
- ميخائيل هوغن على موقع إن إن دي بي (الإنجليزية)
- ميخائيل هوغن على موقع قاعدة بيانات الفيلم (الإنجليزية)
- ميخائيل هوغن على موقع كينوبويسك (الروسية)